# Satledź
Satledź (w dolnym biegu także Pandźnad, ang. Sutlej; hindi सतलुज नदी Satladź; urdu ستلج; chiń. 象泉河 Xiàngquán Hé; tyb. གླང་ཆེན་ཁ་འབབ, Wylie: gLang-chen Kha-'bab, ZWPY: Langqên Kanbab; pendżab. ਸਤਲੁਜ, starogr.  Hesydrus) – rzeka płynąca przez Chiny, Indie oraz Pakistan. Ma długość 1500 km i dorzecze o powierzchni blisko 395 tys. km².
Swoje źródła ma w jeziorze La’ang Cuo (Rakas), w południowo-zachodnim Tybecie. Przepływa przez Himalaje, płynąc głęboką, przełomową doliną, dalej płynie przez równinę Pandżabu oraz Nizinę Indusu. Tutaj uchodzi do Indusu, którego jest najdłuższym lewym dopływem. Jej główne dopływy to Bjas i Ćanab. Jest wykorzystywana do nawadniania pól i produkcji energii elektrycznej (elektrownia Bhakra Nangal). W dolnym biegu stanowi granicę pakistańsko-indyjską.
Jej wody zamieszkiwał suzu indusowy.